# Estadio Gilberto Rueda Bedoya
El estadio Gilberto Rueda Bedoya es un estadio multiusos. Está ubicado en la ciudad de Cayambe, provincia de Pichincha. Fue inaugurado el 28 de junio de 1959. Es usado para la práctica del fútbol, Tiene capacidad para 10 000 espectadores.

## Historia
El estadio ha desempeñado un importante papel en el fútbol de la ciudad de Cayambe, ya que clubes como el Club Social Cultural y Deportivo Espoli y la Sociedad Deportiva Rayo hacen o hacían de local en este escenario deportivo, que participan en la Segunda Categoría de Ecuador. El nombre original registrado fue el de Estadio de la Liga Deportiva Cantonal de Cayambe, se construcción e inauguración se registra en entre el año 1958 y 1959, exactamente el 28 de junio del 59 con el partido inaugural amistoso entre la selección de Pasto (Colombia) y la selección de Cayambe. En 2003 el directorio de la Liga Cantonal decidió cambiar el nombre por el de Estadio Gilberto Aníbal Rueda Bedoya, un reconocido deportista y director técnico de la localidad de Cayambe.
Equipos importantes del país han visitado el estadio Gilberto Rueda por torneos de Segunda Categoría en su gran mayoría, por ejemplo Sociedad Deportivo Quito en 2019 por la Liga Amateur de Pichincha, otros encuentros importantes jugados fueron en el Torneo Clausura 2005, ahí Espoli que recién había ascendido a la Serie A, entre ellos está el juego contra Deportivo Cuenca, que terminó en empate 0–0.
El estadio es sede de distintos equipos de fútbol de la localidad, Rayo y Espoli disputaron durante la temporada 2018 sus partidos de Segunda Categoría, el gallito incluso disputó en el recinto del centro de Cayambe la etapa zonal del campeonato. También en 2018 el recién ascendido América de Quito tuvo como alternativa inscribir al estadio Gilberto Rueda para disputar la LigaPro.
El estadio tiene instalaciones con camerinos para árbitros, equipos local y visitante, zona de calentamiento, entre otros servicios para los aficionados. El estadio es sede de distintos eventos deportivos a nivel local, ya que también es usado para los campeonatos escolares de fútbol que se desarrollan en la ciudad en las distintas categorías, también puede ser usado para eventos culturales, artísticos, musicales de la localidad. Además el recinto deportivo es sede de:
- Campeonatos Interprovinciales e intercantonales de fútbol.
- Entrenamientos disciplinas fútbol y atletismo.[9]

En la temporada 2018, el 27 de septiembre, el estadio fue sede del partido de la primera fase de la naciente Copa Ecuador, los actores del mismo fueron Espoli y Anaconda Fútbol Club, el marcador final fue victoria policial por 2–0.